# История Пекина
Столица Китайской Народной Республики город Пекин имеет очень древнюю и богатую историю.

## Доисторические времена
Самые ранние останки гоминидов, обитавших на территории города центрального подчинения Пекин, обнаружены в пещере горы Лунгушань возле деревни Чжоукоудянь, что в районе Фаншань. Там в 1930-х годах были найдены кости синантропов — представителей вида Homo erectus, живших в этих местах в промежутке от 230 до 77 тысяч лет назад.
В пещерах обнаружены и следы представителей вида Homo sapiens, живших в этих краях во времена палеолита, в промежутке от 27 до 10 тысяч лет назад. На равнинах вокруг Пекина археологами обнаружены остатки поселений времён неолита, свидетельствующие, что уже 6—7 тысяч лет назад в этих местах люди занимались сельским хозяйством.

## Времена начала китайской государственности
Первые упоминания Пекина в исторических хрониках связаны с событиями XI века до н. э., когда династия Чжоу свергла государство Шан.
Сыма Цянь в «Исторических записках» пишет:
Шао-гун Ши был из одного рода с основателем дома Чжоу и носил родовую фамилию Цзи. Чжоуский У-ван, разгромив иньского правителя Чжоу, пожаловал Шао-гуну земли в Северной Янь.
Современные историки трактуют это так: Ши был одним из представителей рода Чжоу, родичем Вэнь-вана по боковой линии, носил титул «Шао-гун». У-ван выделил ему удел на севере Чжоу, чтобы он прикрывал центральные земли от набегов варваров. Так как эти земли с севера ограничивались горами Яньшань, то по названию гор и весь удел стали называть «Янь».
Столицей царства Янь стал город Цзи (кит. 薊, буквально: «чертополох»), который находился на территории юго-западной части современного Пекина, на территории районов Сюаньу и Фэнтай. Изначально он был отдельным городом-государством (Конфуций упоминает, что правители Цзи были потомками Хуан-ди), но примерно в IX—VIII веках до н. э. был поглощён Янь и стал его столицей; ранее столица Янь размещалась в районе деревни Дунцзялинь, что в Люлихэ на территории современного района Фаншань (именно там обнаружены остатки обнесённого стеной поселения и могилы порядка 200 знатных людей). По этим причинам Пекин часто образно называют Яньцзин (кит. 燕京, буквально: «столица Янь»). Как и последующие правители Пекина, царство Янь всё время находилось под угрозой нападения кочевников из северных степей, и поэтому строило оборонительные сооружения вдоль своих северных границ.
В III веке до н. э. царство Янь было уничтожено царством Цинь, образовавшим первую централизованную империю в истории Китая.

## Первые китайские империи
С образованием империи Цинь город Цзи стал всего лишь провинциальным городком возле её северной границы. Цинь было высокоцентрализованным государством, и в рамках унификации административно-территориального деления была разделена на 48 округов-цзюнь (кит. 郡), два из которых находились на территории современного города центрального подчинения Пекин: Цзи стал столицей округа Гуанъян (кит. 广阳郡), а севернее, на территории современного уезда Миюнь, был создан округ Юйян.
Империя Цинь оказалась недолговечной, и вскоре её сменила империя Хань. Поначалу узы централизации были ослаблены, и город Цзи превратился в удел Гуанъян (кит. 广阳国), однако в 106 году до н. э. император У-ди разделил территорию империи на 13 областей-чжоу (кит. 州), и Цзи стал столицей области Ючжоу (кит. 幽州).
В эпоху Троецарствия, когда вместо одного государства на территории Китая образовалось сразу три, 10 из 13 ханьских областей (включая Ючжоу) достались царству Вэй. Впоследствии, когда Китай вновь объединился, образовав государство Цзинь, Цзи потерял свой статус областного центра (административным центром Ючжоу стал современный Чжосянь провинции Хэбэй). В этот период в горах Сишань был выстроен буддийский храмовый комплекс Таньчжэ.
В 304 году государство Цзинь было уничтожено степняками, которые образовали на его месте шестнадцать варварских государств. В этот период территория современного Пекина по очереди входила в состав государств Ранняя Цинь, Поздняя Чжао, Ранняя Янь и Поздняя Янь. Наконец, в 386 году северный Китай оказался объединённым под властью государства Северная Вэй, и Цзи вернул себе статус областного центра. Однако в связи с тем, что ещё в 370 году была создана область Цзичжоу на территории современного Тяньцзиня, то город Цзи, находящийся на месте современного Пекина, стали называть Ючжоу, как и всю область.
Вновь объединившая Китай империя Суй в 612 году начала войны с корейскими государствами. Чтобы доставлять войска и продовольствие, император Ян-ди построил сеть каналов, связывающих Ючжоу с Северокитайской равниной. Эти войны были продолжены сменившей империю Суй империей Тан; в память о жертвах этих войн император Тай-цзун воздвиг в 3 км к юго-востоку от Ючжоу храм Фаюань.
При империи Тан было введено деление Китая на 10 провинций, поэтому статус областей понизился. Первоначально в империи Тан было 358 областей, одной из которых стала Ючжоу. В 742 году Ючжоу был ненадолго переименован в округ Фаньян (кит. 范阳郡), однако уже в 758 году вернул себе старое название Ючжоу. Начиная с 710 года в приграничных районах для защиты от набегов кочевников стали учреждаться генерал-губернаторства, во главе которых вставали цзедуши; Ючжоу стал резиденцией Фаньянского цзедуши, который должен был защищать империю Тан от си и киданей. В 755 году в Ючжоу восстал цзедуши Ань Лушань, мятеж Ань Лушаня стал одним из крупнейших вооружённых конфликтов по числу жертв за всю историю человечества. Длившийся десять лет мятеж серьёзно ослабил империю Тан, и открыл киданям путь в северный Китай, что в итоге привело к возвышению Пекина.
После распада империи Тан в начале X века в Китае началась эпоха пяти династий и десяти царств. На севере Китая в это время сменяли одна другую династии, правившие всего по несколько лет. В 923 году тюрки-шато основали государство Поздняя Тан, которое на пике своего могущества контролировало почти весь Северный Китай. В 936 году военачальник Ши Цзинтан решился на мятеж, и при этом обратился за помощью к киданям. За помощь кидани потребовали территориальных уступок. Когда Ши Цзинтан провозгласил основание государства Поздняя Цзинь, то был вынужден передать киданями шестнадцать округов (включая Ючжоу) за их поддержку.

## Империи Ляо и Цзинь
В 938 году Елюй Яогу повелел сделать окружной центр округа Ючжоу (кит. 幽州) Южной столицей государства Ляо, дав ей официальное название Наньцзин Юдуфу (кит. 南京幽都府).
Империя Сун, объединившая большую часть территории Китая в 960 году, попыталась отвоевать утерянные северные территории. Сунский Тай-цзу лично возглавил войска, в 979 году подошедшие к ляоскому Наньцзину и осадившие город. Город выдержал трёх месячную осаду, пока, наконец, в сражении на реке Гаолян (к северо-западу от современного Сичжимэнь) сунская армия не была разбита киданями. После этого войска империи Сун уже никогда не заходили так далеко на север.
В 1012 году название города было изменено на Наньцзин Сицзиньфу. В 996 году была выстроена существующая до настоящего времени мечеть Нюцзе, а в 1100—1119 годах — Храм Тяньнин.
В 1125 году кидани были изгнаны чжурчжэнями, основавшими собственное государство Цзинь. После того, как цзиньский военачальник Ваньянь Дигунай убил императора Си-цзуна и сам занял трон, то в четвёртом месяце третьего года правления под девизом «Тяньдэ» (1151 год) он издал эдикт о переносе столицы из Шанцзина в Наньцзин. Город при этом был переименован из «Наньцзин» («Южная столица») в «Чжунду» («Центральная столица»), а его полным официальным наименованием стало Чжунду Дасинфу (кит. 中都大兴府). Так впервые в своей истории Пекин стал столицей крупной империи.
Чжунду был окружён крепостной стеной с 13 воротами (4 в северной стене, и по 3 в каждой из остальных), остатки которой до сих пор сохранились в районе Фэнтай. В 1198 году был сооружён каменный мост Лугоуцяо через реку Юндинхэ.
В 1215 году Чжунду был взят войсками Чингисхана. Монголы полностью уничтожили город.

## Империя Юань

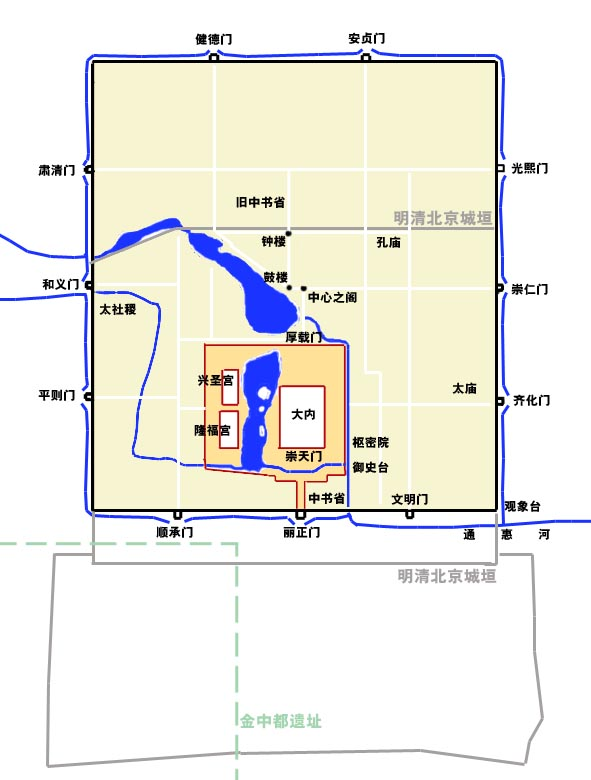
План Ханбалыка

Полвека на месте Чжунду были лишь развалины. В 1264 году Хубилай решил построить рядом с этим местом собственную столицу. Строительством руководили архитекторы Лю Бинчжун и Амир ад-Дин. После основания в 1271 государства Юань город стал новой столицей империи (прежняя ставка Хубилая — Шанду — получила статус «летней столицы»). По-монгольски город называли Ханбалык («Город хана»), по-китайски — Даду («Великая столица»).
Новый город был выстроен северо-восточнее разрушенного Чжунду, вокруг реки Гаолян, превращённой в шесть «морей» (озёр): Хоухай, Цяньхай, Сихай (вместе известных как Шичахай), Бэйхай, Чжунхай и Наньхай (вместе известных как Чжуннаньхай). Чтобы ещё больше улучшить водоснабжение города, инженер Го Шоуцзин построил сеть каналов, с помощью которых вода из родников с находящейся на северо-западе горы Юйцюань через водохранилище Куньминху стала поступать к Ханбалыку. Удлинение Великого канала позволило баржам с зерном из южных провинций разгружаться прямо в центре города, что также способствовало росту населения.

## Империя Мин

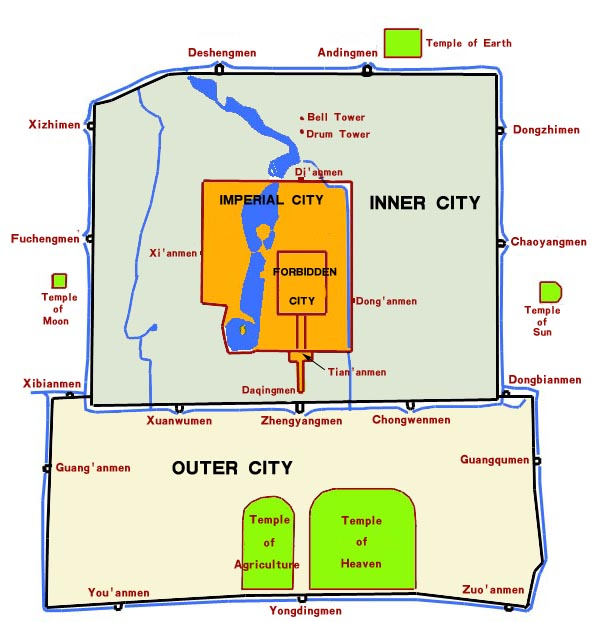
Крепостные стены старого Пекина

В 1368 году Чжу Юаньчжан, вскоре после провозглашения себя первым императором империи Мин в Нанкине, отправился походом на Даду. Последний юаньский император, Тогон-Тэмур, бежал в Шанду, а генерал Сюй Да, заняв город, сровнял с землёй юаньские дворцы. Сам город был переименован в Бэйпин (кит. 北平, «Северное умиротворение») и подчинён Бэйпинской управе (北平府) провинции Шаньдун; столицей нового государства стал Нанкин.
На границах новой империи Чжу Юаньчжан стал создавать уделы, которые раздавал членам императорского клана, в первую очередь — сыновьям. Удел со столицей в Бэйпине (燕王府, «Управа Яньского князя») получил его четвёртый сын — Чжу Ди, его задачей была защита китайских земель от возможного нападения монголов с севера. Так как старший сын Чжу Юаньчжана умер ещё при его жизни, то после смерти императора в 1402 году престол унаследовал 16-летний внук, что не понравилось живым сыновьям Чжу Юаньчжана. В ходе быстротечной гражданской войны Чжу Ди одержал победу, и в 1403 году стал новым императором. После его воцарения Бэйпин был переименован в Бэйцзин (кит. 北京, «Северная столица», в русской традиции читается как Пекин), а управа Яньского князя стала Шуньтяньской управой (顺天府), которой подчинялось 6 областей и 15 уездов. В 1421 году он перенёс столицу империи из Нанкина в Пекин. Именно при Чжу Ди были построены такие знаменитые объекты Пекина, как Запретный город и Храм Неба. Перенос столицы на север заставил власти империи уделять больше внимания обороне северных границ; та часть Великой стены, что проходит по территории города центрального подчинения Пекин, в основном была построена именно во времена империи Мин.
В начале существования империи Мин северная часть бывшего Ханбалыка оказалась заброшенной, сам город сместился южнее. Северная стена нового Внутреннего города теперь проходила на 2,5 км южнее прежней, а южная — еще на полкилометра южнее. Эти стены выдержали испытание в 1449 году, когда в результате Тумуской катастрофы император Чжу Цичжэнь оказался в плену у ойратов, и ойратский вождь Эсен-тайши пошёл походом на китайскую столицу. Оборону города возглавил министр Юй Цянь, который в ответ на требования Эсена ответил, что защита государства важнее жизни пленного императора. На трон был возведён Чжу Циюй, новое китайское войско разбило ойратов, которые были вынуждены уйти восвояси. Через три года Эсен-тайши отпустил Чжу Цичжэня без всякого выкупа, тот вернулся на трон и казнил Юй Цяня. Позднее дом Юй Цяня в районе Дундань был превращён в его поминальный храм.
В 1550 году монгольский Алтан-хан совершил набег на Пекин. Он разграбил северные пригороды, но не пытался атаковать сам город. Чтобы защитить южные пригороды, где находился, в частности, Храм Неба, были построены дополнительные городские стены, образовавшие т. н. «Внешний город».
С XV по XIX век Пекин был если не самым крупным, то одним из крупнейших городов мира. Чтобы обеспечить едой бурно растущее городское население, а также армейский гарнизон, у окончания Великого канала были возведены Цзинтунские склады. Зерно с этих складов использовалось, чтобы сдерживать цены на продовольствие, однако рост население и увеличение спроса делали эту политику всё менее эффективной.
Поначалу пекинцы для приготовления пищи и обогрева использовали дерево. В связи с быстрым ростом населения к середине XV века леса вокруг Пекина оказались в основном вырубленными, и жители города стали переходить на использование угля, добываемого в горах Сишань. Этот переход ухудшил условия жизни в городе и привёл к возникновению проблем с экологией.
За время империи Мин Пекин пережил 15 эпидемий, в том числе несколько вспышек чумы. Системе здравоохранения удалось справиться со всеми, кроме эпидемии 1643 года, унёсшей порядка 200 тысяч жизней горожан. Эти потери резко уменьшили обороноспособность города, и он был взят восставшими крестьянами под руководством Ли Цзычэна, что привело к падению империи Мин. Командующий последней боеспособной армией страны, У Саньгуй, ради того, чтобы отбить столицу у повстанцев, объединился с маньчжурами и открыл для них проходы в Великой стене. В мае 1644 года Ли Цзычэн был разбит в Шаньхайгуаньском сражении, и объединённые войска маньчжуров и У Саньгуя двинулись к Пекину.

## Империя Цин
Маньчжурские войска под командованием Доргоня вошли в Пекин под лозунгом изгнания Ли Цзычэна. Телу последнего императора государства Мин были устроены государственные похороны, вновь получили назначения чиновники империи Мин. Однако уже в октябре малолетний маньчжурский император Фулинь был перевезён из Шэньяна в Запретный город, а Пекин стал новой столицей маньчжурского государства Цин. Во время правления империи Цин город также именовался Цзинши (кит. 京市, «Столичный город»), или по-маньчжурски Гемун-хэцэн.
Маньчжуры в целом сохранили планировку Пекина внутри городских стен. Каждому из восьми маньчжурских «знамён» были назначены для охраны одни из ворот Внутреннего города, возле которых члены этого «знамени» и селились. За пределами городских стен земля была роздана высокопоставленным маньчжурам. Делами знамённых маньчжур ведало управление Командующего охраной Девяти врат (九门提督衙门), в то время как жившие в Пекине китайцы и хуэйцзу как и во времена империи Мин подчинялись властям Шуньтяньской управы (顺天府, управляла 5 областями и 19 уездами, прилегающими к Пекину).
К северо-западу от города императоры Цинской империи разбивали садово-дворцовые комплексы. В 1684 году на месте бывшего парка Цинхуа был построен парк Шанчунь. В начале XVIII века началось возведение садово-дворцового комплекса Юаньминъюань, а в 1750 году был построен Ихэюань; оба эти дворца символизировали пик могущества империи Цин, и были уничтожены европейскими войсками во время её упадка.
В 1790 году на празднование 80-летия императора Цяньлуна были приглашены четыре театральные труппы из провинции Аньхой. С той поры аньхойские труппы стали постоянными выступающими при дворе. В 1827 году Даогуан пригласил для выступления параллельно с аньхойцами ещё и труппы из провинции Хубэй. Из смешения аньхойского и хубэйского театральных стилей к 1845 году сложилась знаменитая пекинская опера.
В 1813 году группа боевиков из буддийской секты «Белый лотос» совершили неожиданное нападение на Запретный город. Они были отбиты охраной, но для контроля за населением власть после этого ввела систему круговой поруки (баоцзя).

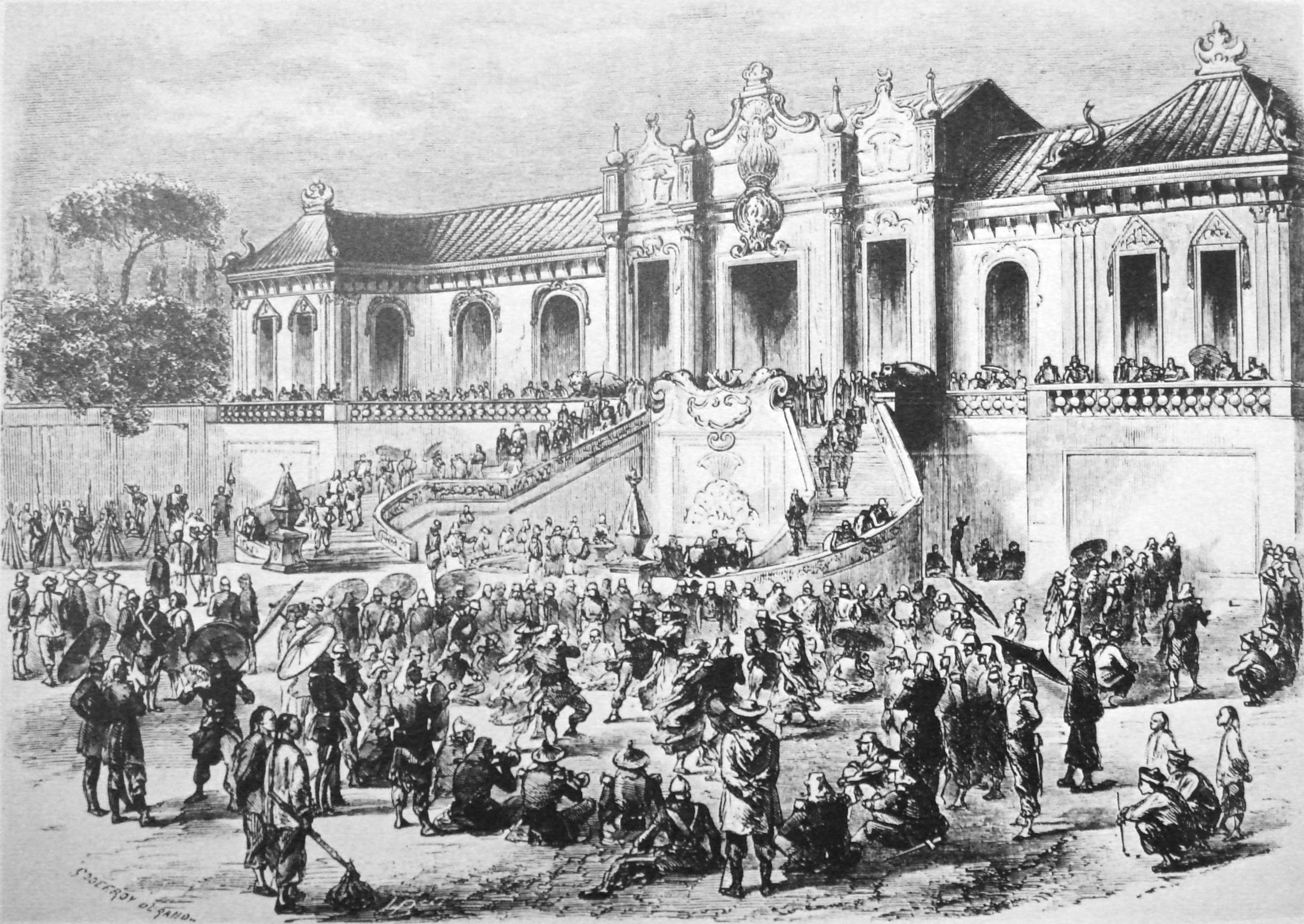
Грабёж дворца Юаньминъюань англо-французскими силами 7 октября 1860 года

В 1860 году, во время Второй опиумной войны, англо-французские войска уничтожили цинскую армию в ходе сражения у моста Балицяо, разграбили дворец Юаньминъюань и заняли Пекин. В наказание за убийство европейских парламентёров Юаньминъюань был сожжён; Запретный город пощадили ради церемонии подписания мирного договора. Цинским властям пришлось согласиться на размещение в городе дипломатических резиденций западных государств. Для этого был выделен район к юго-востоку от Запретного города, ставший известным как Посольский квартал. В 1886 году вдовствующая императрица Цыси отстроила Ихэюань вновь, пустив на это средства, предназначенные для строительства флота.
После поражения Китая в войне с Японией в 1895 году и подписания унизительного Симоносекского договора Кан Ювэй и Лян Цичао начали движение за реформирование Китая. Под влиянием их идей император Гуансюй в 1898 году начал «Сто дней реформ». Встревоженная этими реформами, Цыси с помощью своего кузена Жунлу и генерала Юань Шикая устроила переворот, заключив императора под стражу на острове посреди озера в парке Бэйхай. Одним из результатов этого краткого периода реформ стало основание Пекинского университета.
В 1898 году в провинции Шаньдун началось восстание ихэтуаней. Весной 1900 года ихэтуани вошли в Пекин, и началась 55-дневная Осада Посольского квартала в Пекине. К концу лета войска Альянса восьми держав пробились к Пекину, взяли город и оккупировали северо-восток Китая. Цыси бежала в Сиань, взяв с собой императора, и не возвращалась до подписания Заключительного протокола, в соответствии с которым, в частности, Китаю пришлось выплачивать гигантскую контрибуцию. На деньги, полученные в результате выплаты этой контрибуции, правительство США учредило программу по обучению китайских студентов за границей. В рамках этой программы в садах Цинхуа к северо-западу от тогдашнего Пекина был основан американский колледж, который в 1912 году был переименован в Университет Цинхуа.

## Китайская республика

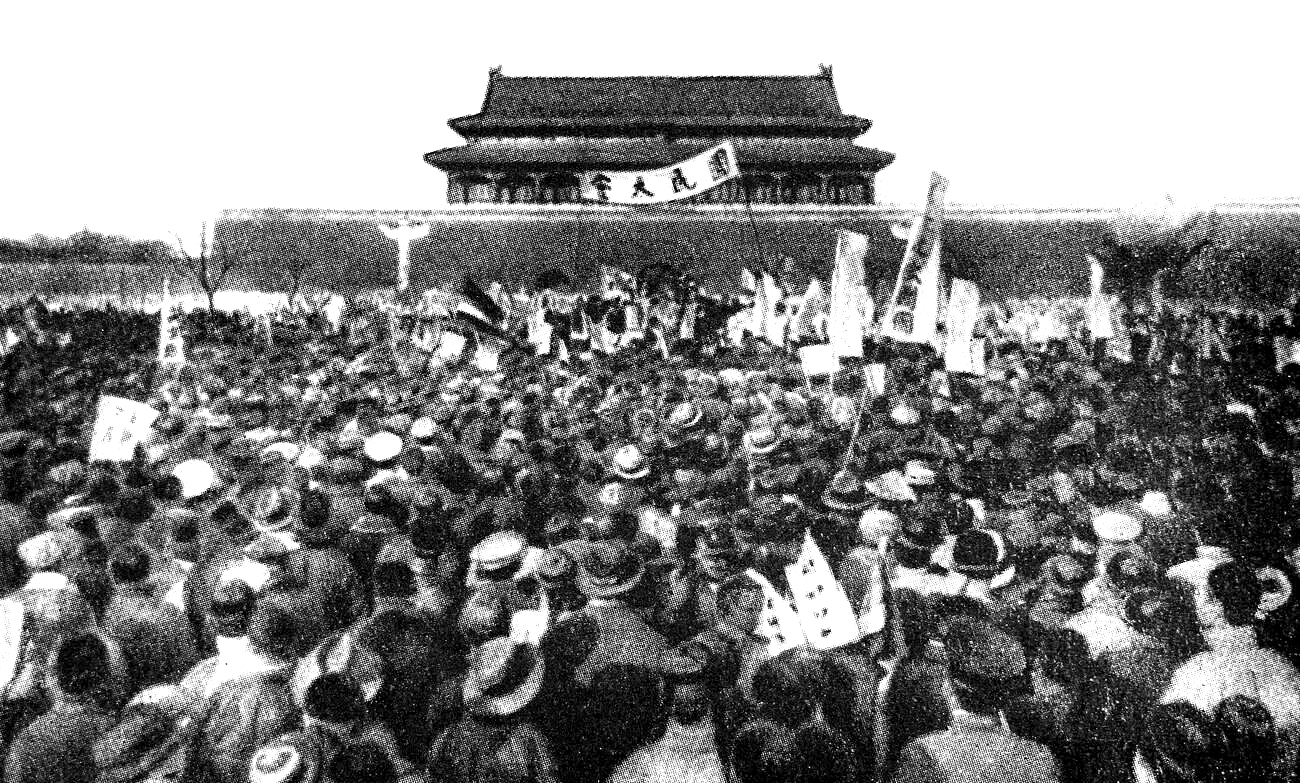
Демонстрация на площади Тяньаньмэнь 4 мая 1919 года

В 1911 году Синьхайская революция свергла империю Цин, была провозглашена Китайская республика. Пекин остался столицей государства, однако политическая нестабильность в стране привела к длительной гражданской войне, в ходе которой Пекин стал местом борьбы различных военных фракций и не раз переходил из рук в руки. Поначалу он, как и во времена империи Цин, подчинялся Шуньтяньской управе, однако Юань Шикай, придя к власти, преобразовал 4 октября 1914 года Шуньтяньскую управу в Столичный округ (京兆地方), которому подчинялось двадцать уездов.
Городское правительство взялось за перепланировку Пекина в современный город. Были перестроены старые городские стены и ворота, вымощены и расширены улицы, введены новые правила городского планирования и зонирования. С запада через Японию в Китай пришла идея городских парков, где бы могли отдыхать простые люди, и она пришлась по душе как пекинским властям, так и простым жителям. В парки были преобразованы территории некоторых из бывших императорских садов, а также земли некоторых храмов. Городские власти также начали серьёзную работу по внедрению в городе современных стандартов санитарии и гигиены.
Когда по окончании Первой мировой войны Парижская мирная конференция решила не возвращать Китаю захваченные Японией бывшие германские концессии в провинции Шаньдун, то 4 мая 1919 года на площади Тяньаньмэнь состоялась массовая студенческая демонстрация протеста. С этой демонстрации началось «Движение 4 мая», оказавшее огромное влияние на политическую жизнь Китая.
В 1927 году партия Гоминьдан объявила альтернативной столицей Китая Нанкин, а 8 июня 1928 года Национально-революционная армия установила контроль над Пекином, который был переименован в Бэйпин (кит. 北平, «Умиротворённый север»). Столичный округ был ликвидирован, а вместо него 28 июня 1928 года была образована административная единица «Особый город Бэйпин» (北平特别市). В июне 1930 года Бэйпин был понижен в статусе и подчинён провинции Хэбэй, однако уже в декабре того же года вновь стал городом центрального подчинения.

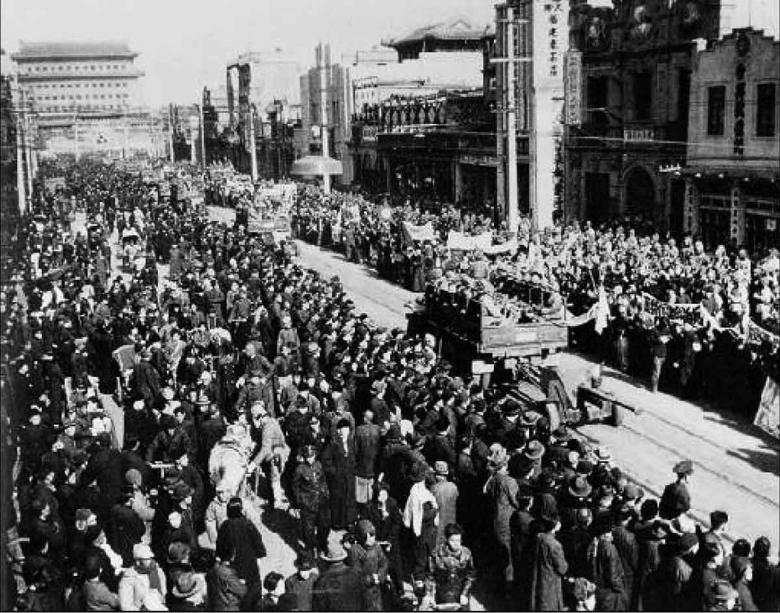
31 января 1949 года: НОАК вступает в Пекин

7 июля 1937 года, вслед за инцидентом у моста Марко Поло японцы атаковали Бэйпин, и к 29 июля установили полный контроль над городом (переименовав его назад в Пекин). Так началась японо-китайская война. Чтобы управлять оккупированными территориями Северного Китая, японцы создали марионеточное Временное правительство Китайской республики, столицей которого стал Пекин. 30 марта 1940 года «Временное правительство» было слито с «Реформированным правительством Китайской республики» в прояпонское марионеточное правительство Китайской республики со столицей в Нанкине, хотя де-факто всю войну Пекин оставался независимым от Нанкина.
После капитуляции Японии в августе 1945 года Бэйпин вернулся под китайский контроль. Во время войны партия Гоминьдан и Коммунистическая партия Китая были союзниками, однако теперь между ними началась гражданская война. В конце 1948 года Народно-освободительная армия Китая начала Бэйпин-Тяньцзиньскую операцию, и 31 января 1949 года Фу Цзои, командовавший обороной Бэйпина, перешёл на сторону коммунистов и сдал Бэйпин без боя; войска Фу Цзои влились в ряды НОАК.

## Китайская Народная Республика
1 октября 1949 года Мао Цзэдун провозгласил на площади Тяньаньмэнь образование Китайской Народной Республики. Бэйпин был вновь переименован в Пекин, он снова стал столицей Китая.
Новые власти взялись за перестройку города. Были снесены старые городские стены, а на их месте проложены улицы, в настоящее время образующие Вторую кольцевую автодорогу. К 1959 году (к 10-й годовщине образования КНР) на площади Тяньаньмэнь были возведены Памятник народным героям, Дом народных собраний и Национальный музей Китая.
Будучи столицей Китая, Пекин был в гуще политической жизни страны. В годы Культурной революции (1966-1976) он был центром активности хунвэйбинов, в 1976 году здесь произошёл Тяньаньмэньский инцидент, когда несмотря на запрет властей миллионы людей пришли почтить память умершего премьера Чжоу Эньлая, а в 1989 году здесь прошла серия демонстраций, подавленных войсками.
Начатая Дэн Сяопином политика реформ и открытости привела к бурному росту Пекина в 1990-х годах; в окружавшей город сельской местности выросли новые районы. Однако быстрая модернизация и резкий рост населения привели к многочисленным проблемам: напряжённое уличное движение, загрязнение окружающей среды, разрушение исторической застройки, большое количество мигрантов из деревень. Загрязнённость воздуха привела к тому, что в 1993 году город не смог выиграть заявку на проведение Олимпийских игр 2000 года. В 2005 году городское правительство попыталось взять проблемы под контроль, разрешив развитие города лишь в восточном и западном направлениях (прежний перспективный план предусматривал развитие города в радиальных направлениях от центра во все стороны). Усилия городских властей принесли свои плоды, и Летние Олимпийские игры 2008 года прошли в Пекине на высочайшем уровне.